# Алтай (женский волейбольный клуб)
«Алтай» (2005—2009 — «Шыгыс», 2009—2015 — «Шыгыс-Свинецстрой») — казахстанская женская волейбольная команда из Усть-Каменогорска. Входит в структуру волейбольного клуба «Алтай».

## Достижения
- 7-кратный Чемпион Казахстана — 2016—2019, 2021,2022,2023;
  - серебряный призёр чемпионата Казахстана 2020.
- 4-кратный победитель розыгрышей Кубка Казахстана — 2017—2019, 2021;
  - серебряный призёр Кубка Казахстана 2016.
- 5-кратный победитель розыгрышей Суперкубка Казахстана — 2016—2018, 2021, 2022.
- чемпион Азии среди клубных команд 2021.
  - серебряный призёр чемпионата Азии среди клубных команд 2022.

## История
Волейбольный клуб города Усть-Каменогорска был образован 1 ноября 2005 года и включил в свою структуру команду «Шыгыс» (рус. «Восток»), образованную годом ранее на базе городской ДЮСШ № 4. В сезоне 2004—2005 «Шыгыс» дебютировал в высшей лиге (второй по значимости дивизион) чемпионата Казахстана и занял 2-е место. В 2008 волейболистки Усть-Каменогорска среди команд второго волейбольного эшелона страны стали третьими, а спустя год — вновь вторыми. В 2010 году «Шыгыс» выиграл турнир высшей лиги и получил путёвку в национальную лигу чемпионата Казахстана. С 2009 команда стала носить название «Шыгыс-Свинецстрой» по своему основному спонсору — ТОО «Свинецстрой».
В 2011—2012 усть-каменогорские волейболистки дебютировали среди сильнейших клубных команд Казахстана, но неудачно и, замкнув турнирную таблицу, вновь опустились в высшую лигу. В 2013 «Шыгыс-Свинецстрой» вторично первенствовал в высшей лиге «А», но в 2014 опять стал последним в ведущем дивизионе. Сезон 2014—2015 под руководством тренера Олега Сычёва команда из Усть-Каменогорска завершила уверенной победой среди команд высшей лиги «А» и уже в 3-й раз получила право на повышение в классе.
В 2015 году был образован волейбольный клуб «Алтай» путём объединения клубов «Шыгыс» (Усть-Каменогорск) и «Семей» из одноимённого города. Местом базирования новой структуры, включившей мужское и женское отделения, стал город Усть-Каменогорск. Клуб получил серьёзную поддержку со стороны властей Восточно-Казахстанской области и значительно усилил состав команды, в которую перешли целый ряд сильнейших волейболисток Казахстана, а также несколько легионеров, в том числе россиянка Ольга Бирюкова. Новым главным тренером был назначен турецкий специалист Бурхан Джанболат. Первый же сезон команды «Алтай» в национальной лиге принёс ей золотые награды. На предварительной стадии чемпионата волейболистки из Усть-Каменогорска стали третьими, но в серии плей-офф дошли до финала, где уверенно победили действующего чемпиона страны — «Жетысу» — в двух матчах с одинаковым счётом 3:0.
В последующие два сезона «Алтай» вновь выигрывал чемпионат Казахстана. И если в 2017 «золото» усть-каменогорским волейболисткам удалось добыть в острейшем соперничестве с павлодарским «Иртышом-Казхромом» (обе команды одержали одинаковое количестве побед, но у «Алтая» было на 3 очка больше), то первенство страны 2018 было ознаменовано подавляющим превосходством «Алтая» над соперниками — 34 победы в 35 матчах. С сезона 2017—2018 главным тренером команды является российский тренер Юрий Панченко.
В 2016 году «Алтай» впервые дошёл до финала Кубка Казахстана, где уступил «Иртышу-Казхрому» 0:3, а в следующем розыгрыше почётного трофея в пяти сетах был уже сильнее того же соперника. В 2018 Кубок страны вновь достался команде из Усть-Каменогорска, победившей в финале «Жетысу» 3:1. Дважды в противоборстве с волейболистками из Павлодара «Алтай» выигрывал Суперкубок Казахстана.
Трижды подряд — в 2016—2018 — «Алтай» был среди участников клубного чемпионата Азии, причём в 2017 и 2018 принимал соперниц на своей площадке. И в каждом из трёх розыгрышей усть-каменогорские волейболистки останавливались в шаге от пьедестала почёта, уступая сначала в полуфинале, а затем и в поединке за 3-е место.
В 2018 «Алтай» получил специальное приглашение для участия в клубном чемпионате мира. Заняв в группе 3-е место, в утешительном полуфинале команда из Казахстана со счётом 3:2 переиграла хозяек соревнований из Китая — «Чжэцзян Цзясин», а в матче за 5-е место уверенно разобралась с французским «Волеро Ле-Канне» в трёх партиях.
В сезоне 2020—2021 «Алтай» в 5-й раз выиграл чемпионат Казахстана и в 4-й — Кубок и Суперкубок страны.
В 2021 году Алтай стал победителем клубного чемпионата Азии среди женских команд, проходившего в Таиланде, переиграв в финале хозяев турнира команду «Накхонратчасима» со счетом 3:0 (25:22, 25:22, 25:20).  В том же году «Алтай» представлял Азию в чемпионате мира по волейболу среди женских клубных команд.
В 2022 году «Алтай» в 6-й раз становится чемпионом Казахстана, обыграв в финале «Жетысу» со счётом 3:0.
В финале клубного чемпионата Азии, проходившего в Семее с 24 по 30 апреля 2022 года, «Алтай» в финале уступил команде «Куаныш» 2:3.

## Волейбольный клуб «Алтай»
Волейбольный клуб «Алтай» включает 4 женские («Алтай» и «Алтай»-2 — в национальной лиге, «Алтай»-3 (Семей) и «Алтай»-4 — в молодёжной лиге) и две мужские команды («Алтай», выступающий в национальной лиге, и «Алтай»-2 — в молодёжной лиге).
- Директор клуба — Сана Анаркулова.
- Менеджер — Бауржан Кази.

## Сезон 2022—2023

### Переходы
- Пришли: А.Веселинович, И.Малькова, С.Сакрадзия, В.Чумак, Т.Сагимбаева, С.Парукова.
- Ушли: Н.Кодола, Л.Исаева, Д.Раденкович, П.Уфимцева, К.Белова.

### Состав
| №  | Имя, фамилия        | Год рождения | Рост | Амплуа      | Гражданство |
| -- | ------------------- | ------------ | ---- | ----------- | ----------- |
| 2  | Сана Анаркулова     | 1989         | 188  | нападающая  | Казахстан   |
| 4  | Анджела Веселинович | 1999         | 180  | связующая   | Сербия      |
| 5  | Ирина Малькова      | 1989         | 192  | центральная | Россия      |
| 7  | Зарина Ситказинова  | 1993         | 182  | нападающая  | Казахстан   |
| 9  | Валерия Чумак       | 1994         | 189  | центральная | Казахстан   |
| 10 | Ирина Кенжебаева    | 1992         | 180  | нападающая  | Казахстан   |
| 11 | Елизавета Мейстер   | 1997         | 183  | связующая   | Казахстан   |
| 14 | Светлана Парукова   | 1990         | 185  | нападающая  | Казахстан   |
| 15 | Мадина Бекет        | 1999         | 160  | либеро      | Казахстан   |
| 16 | Татьяна Никитина    | 2001         | 185  | нападающая  | Казахстан   |
| 17 | Сара Сакрадзия      | 1994         | 189  | нападающая  | Сербия      |
| 18 | Кристина Аниконова  | 1991         | 184  | центральная | Казахстан   |
| 19 | Идалия Чамчиева     | 2002         | 176  | центральная | Казахстан   |
| 21 | Томирис Сагимбаева  | 2001         | 171  | либеро      | Казахстан   |

- Главный тренер —  Юрий Петрович Панченко.
- Тренеры —  Титоренко Александр, Владимир Аниконов.